# لئو رومن
لئوناردو رومن (اسپانیایی: Leonardo Román‎؛ زادهٔ ۶ ژوئیهٔ ۲۰۰۰) بازیکن فوتبال اهل اسپانیا است که در پست دروازه‌بان برای باشگاه مایورکا در لالیگا اسپانیا بازی می‌کند.